# CIFA - Convention of Independent Financial Advisors
 (août 2011).
Si vous disposez d'ouvrages ou d'articles de référence ou si vous connaissez des sites web de qualité traitant du thème abordé ici, merci de compléter l'article en donnant les références utiles à sa vérifiabilité et en les liant à la section « Notes et références ».
Pour les articles homonymes, voir CIFA.
Le CIFA, Convention of Independent Financial Advisors est un think tank spécialisé dans la réforme du système financier.

## Présentation
Créée en 2001, la CIFA est le premier think tank spécialisé dans la réforme du système financier. Fondation à but non lucratif reconnue d’utilité publique, la CIFA est la seule ONG représentant les professionnels de la finance à bénéficier d’un statut consultatif spécial auprès du Conseil économique et social des Nations unies (ECOSOC) et à être accréditée auprès de la Conférence des Nations unies sur le Commerce et le Développement (CNUCED). Par son partenariat avec l’Institut pour la formation et la recherche des Nations unies (UNITAR), dans le cadre d’un programme éducatif ambitieux sur le thème de l’éthique de la finance, la CIFA contribue activement à la réalisation des objectifs de développement de l’ONU pour le prochain millénaire (Millennium Development Goals Program). À travers ses nombreuses missions, la CIFA œuvre pour un objectif unique : remettre la finance au service des épargnants.

## Description

### Structure juridique
La CIFA est une fondation à but non lucratif reconnue d’utilité publique, dirigée par un Conseil de Fondation qui garantit la politique définie par les statuts de la Fondation. Le Conseil de Fondation élit les membres du Comité exécutif et du Conseil consultatif. Il élit également le Secrétaire général à qui le Conseil de Fondation délègue tous pouvoirs pour appliquer la politique de la CIFA. Ce Comité exécutif, composé de dix membres permanents, assiste le Secrétaire général dans la conduite de sa politique.
Le Conseil consultatif regroupe des experts de haut niveau, et sa mission est d’orienter et valider scientifiquement les travaux des différentes commissions. À ce jour [Quand ?], le Président du Conseil de Fondation de la CIFA est Pierre Christodoulidis, et le Secrétaire général Jean-Pierre Diserens.

### Dimension planétaire
En 2011, la CIFA regroupe plus 50 fédérations professionnelles internationales et associations professionnelles nationales, en Europe, Amérique du Nord, Amérique du Sud, Océanie et Asie. La CIFA représente ainsi dans le monde plus de 750 000 personnes physiques ou morales pratiquant l’intermédiation financière. Forte de son envergure et de son implantation dans les milieux professionnels, la CIFA conduit la réflexion sur l’éthique et la gouvernance des milieux financiers et milite auprès des acteurs de l’intermédiation financière pour une meilleure régulation internationale et une réglementation plus juste, plus équitable et plus efficace.

### Défense des droits fondamentaux du citoyen sur les marchés financiers
L’enjeu premier des travaux de la CIFA est de défendre les droits fondamentaux du citoyen sur les marchés (droit au respect de la propriété privée, droit à la liberté d’entreprendre et d’investir, etc.) et d’infléchir les comportements des investisseurs dans le sens d’un développement durable, responsable et équitable. Dans ce cadre, la CIFA est la rédactrice et la gardienne de la Charte des Droits de l’Investisseur. Cette charte, déposée à l’ONU en 2008, a valu à la CIFA une reconnaissance internationale pour son implication dans la moralisation des pratiques financières. La Charte des Droits de l’Investisseur définit et défend la propriété privée contre toute expropriation, confiscation, spoliation ou trouble injustifiés. Elle défend la liberté d’entreprendre et d’investir dans le respect des législations, us et coutumes des pays signataires et promeut un usage moral des actifs financiers.
En ce sens, la CIFA milite pour une réglementation simple et efficace des systèmes financiers, toujours dans l’intérêt de l’épargnant. Elle lutte contre la criminalité financière, tant des secteurs privés que gouvernementaux, et contre toute manipulation des marchés qui se feraient au détriment des citoyens. D’autres projets sont en cours, notamment la création d’une instance juridique internationale pour traiter certaines affaires financières. Considérant enfin que l’éducation est la condition du progrès social et de la croissance internationale, et que les pratiques éthiques sur les marchés financiers sont les seules à garantir la performance et la sécurité des investissements, la CIFA travaille à la conception et à la mise en place d’un programme de formation sur l’éthique de la finance.

## Partenariats
La CIFA et l’ONU
« L’éthique et la gouvernance des marchés et des services financiers est d’une importance cruciale pour promouvoir un développement économique sain et équilibré à l’échelle de la planète. C’est dire combien les préoccupations de la CIFA et celles des Nations Unies se rejoignent. » (Carlos Lopes, Sous-Secrétaire général de l’Organisation des Nations unies, Directeur général de l’UNITAR).
« Je veux redire notre intérêt et notre volonté de développer avec la CIFA une coopération fructueuse. Le Forum de la CIFA constitue une formidable occasion de débattre avec des experts de la finance de très haut niveau [...] et de promouvoir les principes de bonne gouvernance des entreprises du secteur financier. » (Nassir Abdulaziz Al-Nasser, Président de la 66e session de l'Assemblée générale des Nations unies).
L’ECOSOC et la CIFA
Fondé par la Charte de l’ONU, le Conseil économique et social (ECOSOC) est le principal organe de l’ONU dont la mission est :
- de coordonner les travaux en matières économiques et sociales des organismes, institutions et agences spécialisées de l’ONU ;
- d’organiser les débats sur les problèmes économiques et sociaux à portée internationale.

L’ECOSOC comprend 54 membres élus pour trois ans. Les décisions du Conseil économique et social sont prises à la majorité simple (chaque membre disposant d’une voix). Ces décisions sont autant de recommandations politiques faites aux États membres des Nations unies. En tant qu’Organisation non gouvernementale dotée du statut consultatif, la CIFA envoie des observateurs aux réunions publiques de l’ECOSOC et a la possibilité de soumettre, à chaque session annuelle, des communications écrites intéressant les travaux de l’ONU en matière de régulation des marchés financiers.
La CNUCED et la CIFA
Créée en 1964, la Conférence des Nations unies sur le Commerce et le Développement (CNUCED) vise à intégrer les pays en voie de développement dans l’économie mondiale de façon à favoriser leur essor. La CNUCED a pour mission d’orienter le débat et la réflexion sur la politique générale du développement, en s’attachant tout particulièrement à faire en sorte que les politiques nationales et l’action internationale concourent à faire naître le développement durable.
En tant qu’ONG dotée du statut d’observateur, la CIFA peut remettre à chacun des 193 États membres de la CNUCED des rapports écrits comprenant des recommandations concrètes pour que les pratiques en cours sur les marchés financiers correspondent à la charte déontologique, à la méthodologie et aux exigences du développement durable.
L’UNITAR et la CIFA
Fondé en 1963, l’Institut des Nations unies pour la Formation et la Recherche (UNITAR) conçoit et organise une gamme étendue de programmes éducatifs pour permettre aux diplomates et aux professionnels d’affronter les défis de l’actualité : de la diplomatie multilatérale et la coopération internationale à la gouvernance environnementale et la gestion des droits de propriété intellectuelle, en passant par la formation des agents de maintien de la paix ou la réforme de l’ONU. La petite taille et l’autonomie de l’Institut lui permettent d’être en pointe sur tous les sujets où les diplomates de l’ONU et les professionnels perçoivent une carence de formation. L’Institut est ainsi un centre d’excellence dans le domaine de la transmission des connaissances par le biais de formations innovantes qui reposent sur des méthodes d’apprentissage pour adultes sans cesse renouvelées.
En 2011, conscient des lacunes éducatives révélées par la crise financière de 2007-2008-2009, l’UNITAR a signé un accord de partenariat avec la CIFA pour dispenser une formation sur le thème Éthique et Finance. Ce programme aidera notamment les pays émergents à se doter de normes comptables appropriées, et encouragera tous les acteurs de la finance à plus de transparence et d’intégrité.